# Els Postel-Coster
Elsje (Els) Postel-Coster (Groningen, 12 december 1925 − Oegstgeest, 13 januari 2018) was een Nederlands hoogleraar antropologie.

## Biografie
Coster studeerde Indonesische taal- en letterkunde aan de Universiteit Leiden (1945-1950) waarna ze van 1959 tot 1990 werkzaam was aan het Instituut Culturele Antropologie en Ontwikkelingssociologie. In 1985 promoveerde ze op Het omheinde kweekbed. Machtsverhoudingen in de Minangkabause familieroman. In die jaren heeft zij, samen met anderen, onder wie met name Joke Schrijvers, veel betekend voor het vrouwenonderzoek in Nederland, maar ook internationaal. Als commissievoorzitter van diverse adviesorganen bracht zij adviezen uit aan de rijksoverheid over vrouwen en ontwikkelingssamenwerking. In 1987 werd zij benoemd tot bijzonder hoogleraar vanwege het Leids Universiteitsfonds waarbij zij zich concentreerde op de positie van vrouwen in veranderende samenlevingen. Zij ging in 1990 met emeritaat waarbij haar de bundel Het kweekbed ontkiemd en een symposium werd aangeboden.
Prof. dr. E. Postel-Coster overleed begin 2018 op 92-jarige leeftijd.

### Eigen werk
- [met J.J.M. Heijmerink] Fishing communities on the Scottish East coast. Results of a field work training course. Leiden, [1973].
- Cultureel antropoloog. Studie: culturele antropologie. Socioloog der niet-Westerse volken ook wel genoemd: niet-Westerse volken. Studie: sociologie der niet-Westerse volken. [Z.p.], 1975.
- [met Joke Schrijvers] Women on the way. The road to emancipation. leiden, 1975.
- [met Joke Schrijvers] Vrouwen op weg. Ontwikkeling naar emancipatie. Assen/Brugge, 1976.
- [met J. Schrijvers] Research project. Women and development. General design. leiden, 1976.
- Minangkabau women. Change in matrilineal society. [Z.p., 1977].
- Op zoek naar de andere sexe. Ontwikkelingen in de feministische antropologie. Leiden, 1984.
- Het omheinde kweekbed. Machtsverhoudingen in de Minangkabause familieroman. Delft, 1985 (proefschrift).
- Boerinnen en boeren in de plattelandsontwikkeling. Een voorbeeld van systeembenadering in Zuid-Mali. Leiden, 1986.
- Over de grenzen. Culturele antropologie in feministisch perspectief. Leiden, 1987 (inaugurele rede).
  - Crossing the boundaries. Cultural anthropology from a feminist perspective. Leiden, 1990.
- [met Brigitte Holzner] Report on the mission on Netherlands family planning programmes in Indonesia. Leiden, 1991.

### Als adviescommissievoorzitter
- Advies vrouwen in ontwikkelingslanden. Aspecten van ontwikkelingsbeleid. 's-Gravenhage, 1980.
- Advies ontwikkelingssamenwerking en het wereldbevolkingsvraagstuk. 's-Gravenhage, 1984.
- Advies bevolkingsbeleid in de bilaterale samenwerking. 's-Gravenhage, 1987.
- Recommendation on indigenous peoples. The Hague, 1993.